# Bokfilm
Bokfilm är en boktyp vars forminnehåll har inspirerats av film och dagstidningar, med många bilder, klipp, rubriker och bildtexter. 

## Definition
Faktainnehållet har i allt väsentligt hämtats från dags- och veckopress. Dispositionen är alltid kronologisk. Många bokfilmer har historiska personligheter och händelser som tema. Under 1940- och 1950-talet var det vanligt att företag och organisationer gav ut jubileumspublikationer i form av bokfilmer. Likheten med sådana årsböcker där händelser speglas kronologiskt är stor.   
Bokfilmens ursprunglige upphovsman var den svenske publicisten Erik Lindorm. Hans första bokfilm,  om Selma Lagerlöf, utkom (1933). Den följdes av flera verk, bland annat den omfattande serien Ny svensk historia, som kom att omfatta åren 1810—1947. Utgivningen av bokfilmer fortsattes av sonen Per-Erik efter faderns frånfälle 1941.
Lindorm beskriver själv sitt arbetssätt på följande sätt: "Jag har låtit tiden stiga fram som den en gång levat i tidningsspalterna och de nu blekta fotografierna, i stort som smått. Den får helt tala med sin egen röst genom bilder och dokument. Det torde vara det första försöket att göra historia av journalistik — eller journalistik av historia, hur man vill. (...) Jag erkänner villigt att jag i mångt och mycket handlat efter den moderna tidningsmannens princip att 'slå upp' det för tiden karaktäristiska och intressanta, det för en stor allmänhet mest läsbara."

## Bokfilmer av Erik och Per-Erik Lindorm
- Selma Lagerlöf : en bokfilm. Stockholm: Bonnier. 1933. Libris 1348072
- Med kungen för fosterlandet : en bokfilm 1858-1933. Stockholm: Bonnier. 1934. Libris 1348070
- Oscar II och hans tid : en bokfilm. Ny svensk historia, 99-0172400-7. Stockholm: Wahlström & Widstrand. 1934. Libris 1348071
- Världen i brand : en bokfilm över det stora kriget 1914-1918. Stockholm: Åhlén & Åkerlund. 1935. Libris 1348074
- Gustaf V och hans tid : en bokfilm. 1907-1918. Stockholm: Wahlström & Widstrand. 1936. Libris 299080
- Gustaf V och hans tid: en bokfilm. 1919-1927. Stockholm: Wahlström & Widstrand. 1938. Libris 299077
- Från Delaware till Garbo : en bokfilm till Delawarejubiléet 1938. Stockholm: Åhlén & Åkerlund. 1937. Libris 1405399
- Gustaf V och hans tid  : en bokfilm. 1928-1938. Stockholm: Wahlström & Widstrand. 1940. Libris 299078
- Carl XIV Johan - Carl XV och deras tid 1810-1872  : en bokfilm. Ny svensk historia, 99-0172400-7. Stockholm: Wahlström & Widstrand. 1942. Libris 1401410
- En bokfilm om Europafilm. Stockholm: Europafilm. 1945. Libris 1401415
- Gustaf V och hans tid  : en bokfilm. 1938-1947. Stockholm: Wahlström & Widstrand. 1947. Libris 299079
- Bonden i Sveriges historia: en bokfilm. Malmö: Svensk Facklitteratur. 1951. Libris 11645304
- Stockholm genom sju sekler: från Birger Jarl till Gustav VI Adolf : en bokfilm. Stockholm: Sohlman. 1951. Libris 1442246
- Vårt kristna arv: från Ansgar till våra dagar : en bokfilm. [Stockholm]. 1952. Libris 2779641
- Bilen går vidare: 50 år med KAK i motorismens tjänst : en bokfilm. Stockholm: KAK. 1953. Libris 1442243
- Fyrtio år med Mjölkcentralen: 1915-1955 : en bokfilm. Stockholm: [Mjölkcentralen]. 1955. Libris 1282831
- Lindorm, Per-Erik (1956). Stockholms enskilda bank 1856-1956: en bokfilm. Stockholm: [Åhlén & Åkerlund distr.]. Libris 1602755
- Ett folk på marsch : en bokfilm. Bonniers folkbibliotek, 99-0133706-2. Stockholm: Bonnier. 1958-1967. Libris 8351 - Urval av Per-Erik Lindorm i 5 volymer.

## Bokfilmer av Carl-Eric Ohlén med flera
- Från fars och farfars tid: en bokfilm om Dalsland. Vänersborg: AB-förl. 1959. Libris 1555925
- Från fars och farfars tid: en bokfilm om gutarnas ö. Stockholm: Sv. bokfilm. 1959. Libris 1382413
- Från fars och farfars tid: en bokfilm om Dalarna. Vänersborg: AB-förl. 1960. Libris 1667480
- Från fars och farfars tid: en bokfilm om Halland. Vänersborg: AB-förl. 1961. Libris 1667479
- Från fars och farfars tid: en krönika om Småland. Vänersborg: AB-förl. 1964. Libris 1809828

## Några andra exempel på bokfilmer
- Assarsson, Curt H. (1950). Medelpad i ord och bild: en bokfilm .... Sundsvall: Sundsvalls Gille. Libris 1387984
- Bokfilmen om vår egen tid: allt detta har hänt ([Ny uppl.]). Malmö: Jubileumsreportage. 1978. Libris 305322
- Elfsborgs län under 100 år: en bokfilm. Göteborg: Elgo-förl. 1963. Libris 864186
- En frihetskamp genom seklerna: den svenska nykterhetsrörelsens historia i ord och bild : en bokfilm (2. uppl.). Stockholm: Förlags-AB Svenska folkrörelser. 1958. Libris 9864621
- Gunnarson, Gunnar (1970). Arbetarrörelsens krönika i ord och bild: [en bokfilm]. Stockholm: Tiden. Libris 8081196 - 2 volymer.
- Gustavianskt: [1771-1810]. Ny svensk historia, 99-0172400-7. Stockholm: Wahlström & Widstrand. 1945. Libris 1398589
- Handelns historia i Sverige: en bokfilm. Göteborg: Kulturhistoriska förl. 1954. Libris 1452437
- Hofgren, Allan (1956). Med Gud och hans vänskap: Evangeliska fosterland-stiftelsen genom 100 år : en bokfilm. Stockholm: EFS. Libris 588318
- Håkanson, Gunvald (1948). London 1948: Olympia : bokfilm. Stockholm: Tidn. Frisksport; Harrier. Libris 1408076
- Håkanson, Gunvald (1952). Oslo, Olympia: Bokfilm. Västerås: ICA-förl. Libris 1453433
- Händelser man minns: en krönika i ord och bild. [1947-1986]. Stockholm: Samverkande bokförlags försäljningsorganisation. 1986. Libris 569747
- I österled: en bokfilm om svenska frivilligkåren. Stockholm: Självständighetsförb. 1940. Libris 1372129
- Jacobowsky, Carl Vilhelm (1948). Göteborgsförsamlingens historia: en "bokfilm". Stockholm: Stiftelsen Judisk krönika. Libris 2103684
- Krönika över 20:e århundradet. Stockholm: Bonnier. 1988. Libris 7247101. ISBN 91-34-50930-5
- Kågén, Elis (1955). Från det gamla Tranås.: En bokfilm. Linköping. Libris 2755199
- Lind, Willy (1937). K. F. U. M. Göteborg 1887-1937: En bokfilm. Göteborg: [K. F. U. M.]. Libris 1377731
- Lorentz, Gunnar; Sagnér Alf (1952). I barmhärtighetens tjänst.: En bokfilm om Svenska Röda korset. Under medverkan av Alf Sagnér. Granskningskommitté: Bertil Ekeroth, Sven Rydman, Elisabet Dillner, Brita Wittborn. Stockholm: Forsberg. Libris 1235455
- Millennium: årtusendets bok. Göteborg: Göteborgs-posten. 1999. Libris 7799720. ISBN 91-973363-2-7
- Mot världsrekorden: En bokfilm över svensk fri idrott 1906-1945. Stockholm: Biografiskt galleri. 1945. Libris 1411141
- Nerman, Ture (1938). Svensk arbetarrörelse under hundra år. Stockholm: Tiden. Libris 8198555
- Niléhn, Nils (1948). Det andra världskriget i text och bilder: En bokfilm (3., omarb. & utök. uppl.). Malmö: Sv. biblioteksförl. Libris 1411813
- Nobelpristagarna: en bokfilm (2., bearb. och utök. uppl.). Stockholm: Stureförlaget. 1970. Libris 893773
- Sjölin, Walter (1949). Med förenade krafter: Kooperativa förbundet 1899-1949 i text och bild. Stockholm: Kooperativa förbundet. Libris 8210046
- På första sidan: en bokfilm om och med Dalademokraten. [s.l.]. 1987. Libris 2451524
- Scharp, Dag W.; Edenäs Harald (1956). Människan, rättvisan, friheten: liberalismens historia : [en bokfilm om Folkpartiet]. Stockholm: Folkpartiets ombudsmannafören. Libris 1891224
- Den stora matchen om VM-titeln i tungviktsboxning Floyd Patterson - Ingemar Johansson i New York 1959: en bokfilm. Stockholm: Åhlén & Åkerlund. 1959. Libris 1460252
- Svensk arbetarrörelse i ord och bild: 1881-1955. Stockholm: Tiden. 1956. Libris 466157
- Sveriges hundra konungar: från Ynglingaätten till Gustav VI Adolf : en bokfilm. Stockholm: Biblioteksböcker. 1956. Libris 893472
- Söderberg, Bengt G. (1954). Vårt dagliga bröd: våra livsmedel genom tiderna : produktion, beredning, distribution : en bokfilm. Stockholm: Svensk bokkonst. Libris 906712
- Världshändelser i ord och bild: vårt sekels händelser ur dagspressen : bokfilm ([Ny uppl.][1900-1969]). Göteborg: Kulturhistoriska förlaget. 1969. Libris 1773701
- 1890 års män i ord och bild: 1890-1940. Malmö: Sv. kulturförl. 1940. Libris 1360359
- 60 år med Gefle Dagblad: en bokfilm. Gävle. 1956-1957. Libris 2456090